# Ferrari 408 4RM
La Ferrari 408 4RM è un prototipo realizzato e sviluppato dalla Ferrari dal 1987 al 1988.

## Il contesto
Questo modello ebbe un primato, fu la prima Ferrari a trazione integrale. Per realizzare questo genere di trasmissione fu impiegato un nuovo tipo di ripartitore che faceva uso di un giunto idraulico.

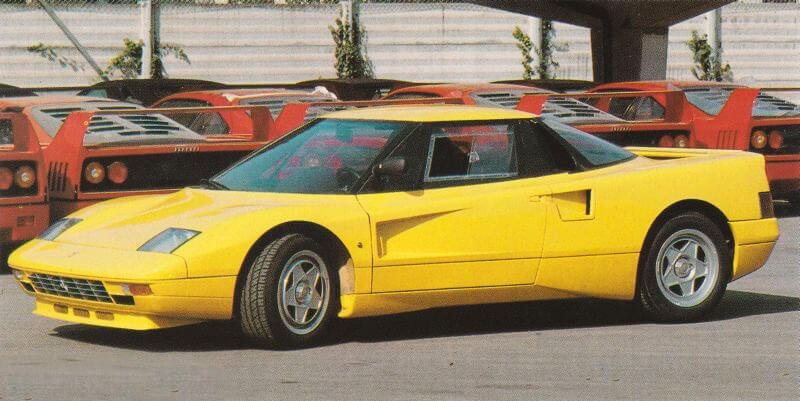
Il secondo prototipo

Ne vennero costruiti due esemplari. Il primo, verniciato di rosso, montava un telaio interamente in acciaio e venne realizzato nel giugno del 1987. Il secondo, dipinto di giallo, aveva installato un telaio formato da parti sia in acciaio che in alluminio. Quest'ultimo esemplare venne completato nel settembre del 1988, ed è ora esibito alla Galleria Ferrari.
Lo sviluppo del modello fu seguito fino ai primi mesi del 1987 da Mauro Forghieri, cioè fino a quando il celebre ingegnere lavorò per la Casa del cavallino rampante.
La sigla numerica nel nome del modello era collegata alle caratteristiche del motore; più precisamente richiamavano la cilindrata, che era circa di 4,0 l, e il numero dei cilindri, che erano 8 a V. La sigla “4RM” invece era sigla di “4 Ruote Motrici”, cioè trazione integrale.

## Caratteristiche tecniche
Il motore era un V8 a 90° posteriore e longitudinale. L'alesaggio e la corsa erano rispettivamente di 93 mm e 73,6 mm, che portavano la cilindrata totale a 3999,66 cm³. Il rapporto di compressione era di 9,8:1. La potenza massima erogata dal propulsore era di 300 CV a 6 250 giri al minuto, mentre la coppia più alta fornita dal motore era di 373 N⋅m.
La distribuzione era formata da un doppio albero a camme in testa per ciascuna bancata, che comandava quattro valvole per cilindro. Come impianto d'alimentazione montava un sistema di iniezione elettronica Weber-Marelli. L'accensione era singola ed elettronica. La lubrificazione era a carter secco, mentre la frizione era bidisco.
Le sospensioni erano indipendenti, con quadrilateri trasversali, molle elicoidali coassiali con gli ammortizzatori telescopici e barra stabilizzatrice. I freni erano a disco, mentre la trasmissione era formata da un cambio manuale a cinque rapporti più la retromarcia. Lo sterzo era a pignone e cremagliera. La trazione era integrale.
Il telaio era formato da una scocca portante in lamiera di acciaio, mentre la carrozzeria era berlinetta a due posti.